# Melanconis corni
Melanconis corni är en svampart som beskrevs av Lewis Edgar Wehmeyer 1940. Arten ingår i släktet Melanconis och familjen Melanconidaceae. Inga underarter finns listade i Catalogue of Life.